# Tom Anderson
Thomas „Tom” Anderson (ur. 8 listopada 1970 w San Diego) – amerykański przedsiębiorca branży informatycznej, współtwórca i prezes serwisu społecznościowego MySpace.